# John Meade, I conte di Clanwilliam
John Meade, I conte di Clanwilliam (21 aprile 1744 – Dublino, 19 ottobre 1800), è stato un nobile irlandese.

## Biografia
Era il figlio di Sir Richard Meade, III Baronetto, e di sua moglie, Catherine Prittie. Alla morte del padre, avvenuta pochi giorni dopo la sua nascita, ereditò il titolo di Baronetto, un patrimonio di circa £ 10.000 all'anno e proprietà nelle contee di Cork, Kilkenny e Tipperary.

## Carriera
È stato un membro del Parlamento per Banagher nel 1764. Il 17 novembre 1766, fu creato Visconte Clanwilliam e Barone Gilford, ed entrò nella Camera dei lord irlandese.

## Matrimonio
Sposò, il 29 agosto 1765, Theodosia Magill (5 settembre 1743-2 marzo 1817), figlia di Robert Hawkins-Magill. Theodosia era una ricca ereditiera con proprietà a Gilford e Rathfriland, del valore di £ 4.000 all'anno. L'accordo di matrimonio le diede una giuntura di £ 3.500 all'anno se dovesse sopravvivere a Meade, di cui £ 2.500 dovevano essere addebitati alle sue proprietà di Tipperary. Ebbero dieci figli:
- Richard Meade, II conte di Clanwilliam (10 maggio 1766-3 settembre 1805);
- Lady Anne Meade (24 aprile 1768-1826), sposò William Whaley, ebbero due figlie;
- Lady Catherine Meade (7 ottobre 1770-17 febbraio 1793), sposò Richard Wingfield, IV visconte Powerscourt, ebbero tre figli;
- Robert Meade (29 febbraio 1772-11 luglio 1852), sposò Anne Louise Dalling, ebbero sei figli;
- Lady Theodosia Sarah Frances Meade (1773-13 dicembre 1853), sposò John Cradock, I barone Howden, ebbero un figlio;
- John Meade (1775-6 agosto 1849), sposò Urania Caroline Ward, ebbero un figlio;
- Pierce Meade (21 novembre 1776-22 novembre 1835), sposò Elizabeth Percy, ebbero due figli;
- Edward Meade (1778-8 marzo 1801);
- Lady Melosina Adelaide Meade (1781-26 marzo 1866), sposò John Brabazon, X conte di Meath, ebbero due figli;
- Lady Maria Rose Arabella Sarah Meade (1782-7 febbraio 1876).

I Clanwilliam erano spendaccioni stravaganti. Il visconte dissipava ingenti somme su corse di cavalli, giochi d'azzardo e il mantenimento delle sue amanti. La sua elevazione nel pari come Conte di Clanwilliam il 20 luglio 1776 incoraggiò atti di ostentazione. Intorno al 1783, la proprietà personale di Clanwilliam fu sequestrata e messa all'asta; nel 1787, i suoi debiti erano cresciuti fino a 72.135 sterline. Clanwilliam fu costretto a vendere e ipotecare le sue proprietà di Cork e Kilkenny per saldare i debiti; inoltre furono incaricati di provvedere alle doti per le figlie Anne e Catherine nel 1788 e nel 1789. Dato che queste proprietà costituivano al mantenimento dell'appannaggio per il figlio maggiore, Lord Gilford ricevette invece 1.700 sterline all'anno da Tipperary e dal Down.
I debiti crebbero fino a £ 47.551 nel 1795. Clanwilliam si trovò obbligato a iniziare a liquidare la tenuta di Tipperary nel 1793, un processo che continuò fino al 1805. 

## Morte
Nel settembre del 1800, Clanwilliam soffrì gravemente d'idropisia e lasciò sua moglie a Gill Hall, nella tenuta di Gilford, per andare a vivere con la sua amante nella sua casa di Dublino. Morì il 19 ottobre 1800 a St. Stephens Green, Dublino.